# Solanum spissifolium
Solanum spissifolium är en potatisväxtart som beskrevs av Otto Sendtner. Solanum spissifolium ingår i släktet skattor som ingår i familjen potatisväxter. Inga underarter finns listade i Catalogue of Life.